# Sezemče
Sezemče (cyr. Сеземче) – wieś w Serbii, w okręgu rasińskim, w mieście Kruševac. W 2011 roku liczyła 221 mieszkańców.